# Rennie Stennett
Rennie Stennett (Colón, 5 de abril de 1951-Coconut Creek, Florida; 18 de mayo de 2021), cuyo nombre real es Renaldo Antonio Stennett Porte, fue un jugador de béisbol panameño que ocupaba la segunda base en las Grandes Ligas de Béisbol. Jugó con los Pittsburgh Pirates (1971 - 1979) y los Gigantes de San Francisco (1980 - 1981).
En once temporadas de carrera, Stennett tuvo un promedio de .274, con 41 home run y 432 RBI en 1237 juegos.

## Carrera
Stennett nació en Colón, Panamá, el 5 de abril de 1949. Se crio en la Zona del Canal de Panamá y asistió a Paraiso High School, al igual que Rod Carew. Stennett despertó el interés de los Yankees de Nueva York, los Gigantes de San Francisco y los Astros de Houston, quienes querían que continuara sus estudios en los Estados Unidos y lo convirtiera en lanzador. Sin embargo, rechazó sus propuestas por recomendación de su padre. Los Piratas de Pittsburgh lo contrataron como agente libre aficionado el 12 de febrero de 1969.
Stennett jugó para cuatro equipos de ligas menores en el sistema agrícola de los Piratas de 1969 a 1971: los Piratas de Gastonia Clase A (1969), los Salem Rebels Clase A (1970), los Columbus Jets Triple-A (1970) y los Triple-A. Un Charleston Charlies (1971), Hizo su debut en la MLB el 10 de julio de 1971, a la edad de 20 años, como titular de los Piratas y con 4-0 contra los Bravos de Atlanta. Consiguió sus primeros hits en las Grandes Ligas una semana después, con 2 de 4 contra los Padres de San Diego. El 1 de septiembre, Pittsburgh se enfrentó a los Filis de Filadelfia con la primera alineación titular totalmente negra y latina de las Grandes Ligas Stennett abrió el juego para los Piratas, que ganaron 10–7.
En sus primeras tres temporadas con Pittsburgh, Stennett fue utilizado como campocorto y segunda base. También jugó una defensa sólida en las tres posiciones del jardín, con un brazo promedio y gran velocidad de reacción. Mostró avances en 1973, cuando conectó 10 jonrones y 55 carreras impulsadas en 128 juegos. Después de la temporada de 1973, Pittsburgh cambió al segunda base titular Dave Cash a Filadelfia y le dio a Stennett el puesto titular. Bateando desde el puesto de primer bate, respondió con un promedio de .291, 84 carreras, 56 carreras impulsadas y 196 hits, la mayor cantidad de su carrera.
El 16 de septiembre de 1975, Stennett se convirtió en el único jugador en el siglo XX en lograr siete hits en siete turnos al bate en un juego de nueve entradas, cuando Pittsburgh derrotó a los Cachorros de Chicago por 22-0. El primer hit de Stennett en ese juego vino del abridor Rick Reuschel y el séptimo fue del hermano de Rick, Paul. Pittsburgh también estableció un récord de Grandes Ligas por la mayor puntuación ganadora en un juego sin blanquear en la era moderna. (luego igualado por los Indios de Cleveland en 2004). Fue el tercer jugador en conseguir siete hits en un solo juego, y el segundo en hacerlo en un juego de nueve entradas, igualando el récord establecido por Wilbert Robinson de los Orioles de Baltimore de 1892. Con la posición de Stennett en la segunda base asegurada en una alineación cargada de bateadores jóvenes como Dave Parker, Richie Zisk y Rich Hebner y complementada por los veteranos Willie Stargell y Manny Sanguillén, Pittsburgh canjeó al prometedor segunda base Willie Randolph a Nueva York. Yankees después de la temporada de 1975.
El 21 de agosto de 1977, Stennett bateaba .336 durante la temporada, pero se rompió la pierna derecha mientras se deslizaba hacia la segunda base en un juego contra San Francisco. Estuvo fuera durante todo el año y tuvo menos apariciones en el plato de las requeridas (12), por lo que no logró calificar para el título de bateo, ganado por su compañero de equipo Dave Parker (.338). En esa temporada, Stennett acumuló 28 bases robadas, la mayor cantidad de su carrera. Stennett formó parte del equipo de los Piratas de 1979 que ganó la Serie Mundial. Conectó sencillo en su único turno al bate de la serie, en el que Phil Garner fue el titular en la segunda base de cada juego.
Stennett firmó un contrato de agente libre por cinco años y 1 millón de dólares con los Gigantes de San Francisco el 12 de diciembre de 1979. Sin embargo, los Gigantes liberarían a Stennett en abril de 1982, cuando le quedaban tres años y 2 millones de dólares en su contrato. Bateó un promedio combinado de .242 con San Francisco. Stennett, que aún no tenía 31 años, nunca volvería a jugar en las Grandes Ligas de Béisbol. Jugó en la Liga Mexicana en 1982 antes de terminar su carrera profesional con 55 partidos para el Wichita Eros Doble-A en 1983.
En agosto de 2016, Stennett se reunió con Brandon Crawford de los Gigantes de San Francisco en el Marlins Park, dos días después del juego de siete hits de Crawford contra los Marlins de Miami. Crawford fue el primer jugador de Grandes Ligas en conseguir siete hits en un juego, aunque en entradas extra, desde Stennett.

## Fallecimiento
Stennett murió el 18 de mayo de 2021 en Coconut Creek, Florida. Tenía 72 años y padecía cáncer antes de su muerte.